# Antics (album)
Albums de Interpol
Turn on the Bright Lights
(2002) Our Love to Admire
(2007)
Singles
1. Slow Hands
Sortie : 13 septembre 2004
2. Evil
Sortie : 3 janvier 2005
3. C'mere
Sortie : 11 avril 2005
4. Narc
Sortie : 2005

Antics est le deuxième album du groupe américain de rock indépendant Interpol, publié le 27 septembre 2004, par Matador Records.

## Liste des chansons
Toutes les chansons sont écrites et composées par Interpol.
| No  | Titre                 | Durée |
| --- | --------------------- | ----- |
| 1.  | Next Exit             | 3:20  |
| 2.  | Evil                  | 3:35  |
| 3.  | Narc                  | 4:07  |
| 4.  | Take You on a Cruise  | 4:54  |
| 5.  | Slow Hands            | 3:04  |
| 6.  | Not Even Jail         | 5:46  |
| 7.  | Public Pervert        | 4:40  |
| 8.  | C'mere                | 3:11  |
| 9.  | Length of Love        | 4:06  |
| 10. | A Time to Be So Small | 4:50  |

## Musiciens
- Paul Banks – chant, guitare rythmique
- Daniel Kessler – guitare solo, piano
- Carlos Dengler – basse, claviers
- Sam Fogarino – batterie, percussions